# Ugo De Carolis
Ugo De Carolis, italijanski general, * 1887, † 1941.